# Primera División (Uruguay) 1959
Die Saison 1959 der Primera División war die 56. Spielzeit (die 28. der professionellen Ära) der höchsten uruguayischen Spielklasse im Fußball der Männer, der Primera División.
Die Primera División bestand in der Meisterschaftssaison des Jahres 1959 aus zehn Vereinen, deren Mannschaften in den insgesamt 90 Meisterschaftsspielen jeweils zweimal aufeinandertrafen. Es fanden 18 Spieltage statt. Die Meisterschaft gewann Peñarol Montevideo. Die "Aurinegros" setzten sich im Meisterschaftsfinalspiel am 20. März 1960 mit einem 2:0-Sieg gegen Nacional Montevideo durch, nachdem sich die beiden Vereine in der Jahresabschlusstabelle punktgleich die Tabellenführung hatten teilen müssen. Als Tabellenletzter stieg der Danubio FC aus der Primera División in die Segunda División ab. Torschützenkönig wurde mit 13 Treffern Víctor Guaglianone.

## Jahrestabelle
| Pl. | Verein                        | Sp. | S  | U | N  | Tore    | Diff. | Punkte |
| --- | ----------------------------- | --- | -- | - | -- | ------- | ----- | ------ |
| 1.  | Peñarol Montevideo (M)        | 18  | 12 | 2 | 4  | 035:200 | +15   | 26     |
| 1.  | Nacional Montevideo           | 18  | 11 | 4 | 3  | 033:140 | +19   | 26     |
| 3.  | Racing Club de Montevideo (N) | 18  | 10 | 2 | 6  | 029:250 | +4    | 22     |
| 4.  | CA Cerro                      | 18  | 8  | 3 | 7  | 031:320 | −1    | 19     |
| 5.  | Montevideo Wanderers          | 18  | 8  | 2 | 8  | 032:390 | −7    | 18     |
| 6.  | Club Atlético Defensor        | 18  | 6  | 4 | 8  | 034:350 | −1    | 16     |
| 7.  | Rampla Juniors                | 18  | 5  | 5 | 8  | 026:260 | ±0    | 15     |
| 8.  | Sud América                   | 18  | 6  | 2 | 10 | 022:300 | −8    | 14     |
| 9.  | Liverpool FC                  | 18  | 6  | 2 | 10 | 024:320 | −8    | 14     |
| 10. | Danubio FC                    | 18  | 3  | 4 | 11 | 019:320 | −13   | 10     |

| (M) | Meister der vorangegangenen Saison  |
| (N) | Aufsteiger aus der Segunda División |

## Meisterschaftsfinale
| Peñarol Montevideo                                          | Peñarol Montevideo | Nacional Montevideo | Nacional Montevideo |
| ----------------------------------------------------------- | --- | --- | ------------------- |
| Peñarol Montevideo                                          | \| 20. März 1960 in Montevideo, Uruguay (Estadio Centenario) \| \| Ergebnis: 2:0 (0:0) \| \| Zuschauer: 70.000 \| \| Schiedsrichter: Pablo Vaga, Alberto Boullosa, Eduardo Pazos \|                                                                | \| 20. März 1960 in Montevideo, Uruguay (Estadio Centenario) \| \| Ergebnis: 2:0 (0:0) \| \| Zuschauer: 70.000 \| \| Schiedsrichter: Pablo Vaga, Alberto Boullosa, Eduardo Pazos \|                                       | Nacional Montevideo |
| Peñarol Montevideo                                          | Luis Maidana – William Martínez, Milton Alves da Silva "Salvador" – Santiago Pino, Néstor Gonçálvez, Wálter Aguerre – Luis Alberto Cubilla, Carlos Abel Linazza, Juan Eduardo Hohberg, Alberto Spencer, Carlos Borges Cheftrainer: Roberto Scarone | Roberto Sosa – Horacio Troche, Edelbert di Fabio – Diego Collazo, Rubén González, Juan Carlos Mesías – Héctor Salvá, Héctor Rodríguez Peña, Walter Gómez, Juan Angel Romero, Guillermo Escalada Cheftrainer: Ondino Viera | Nacional Montevideo |
| Peñarol Montevideo                                          | 1:0 Luis Alberto Cubilla (78.) 2:0 Carlos Abel Linazza (87., Elfmeter) | | Nacional Montevideo |
| Peñarol Montevideo                                          | Platzverweise: Borges (87.), Martínez (87.), Hohberg (87.), Aguerrey (87.) | Platzverweise: Gómez (87.), González (87.), Escalada (87.), Collazo (87.) | Nacional Montevideo |
| 20. März 1960 in Montevideo, Uruguay (Estadio Centenario)   | | |                     |
| Ergebnis: 2:0 (0:0)                                         | | |                     |
| Zuschauer: 70.000                                           | | |                     |
| Schiedsrichter: Pablo Vaga, Alberto Boullosa, Eduardo Pazos | | |                     |